# Notre-Dame de Bonne Nouvelle (Paris)

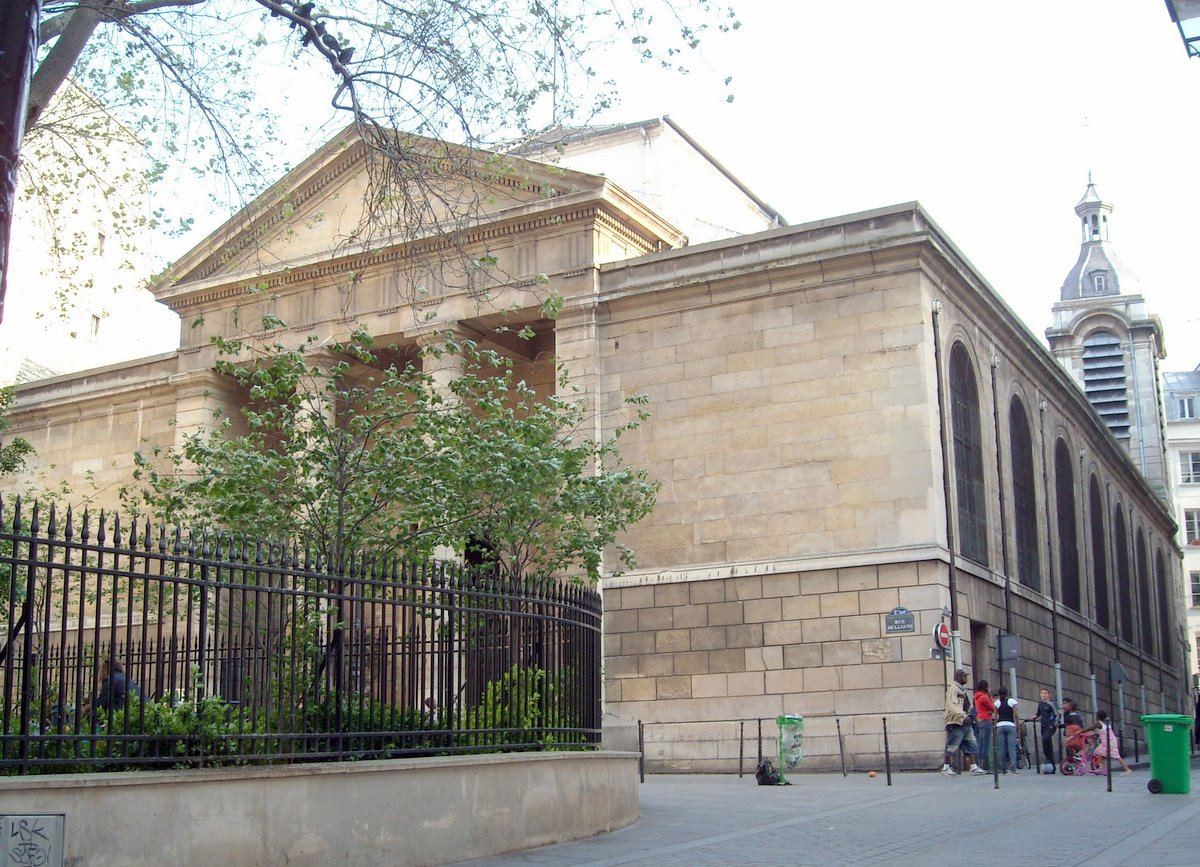
Notre-Dame-de-Bonne-Nouvelle

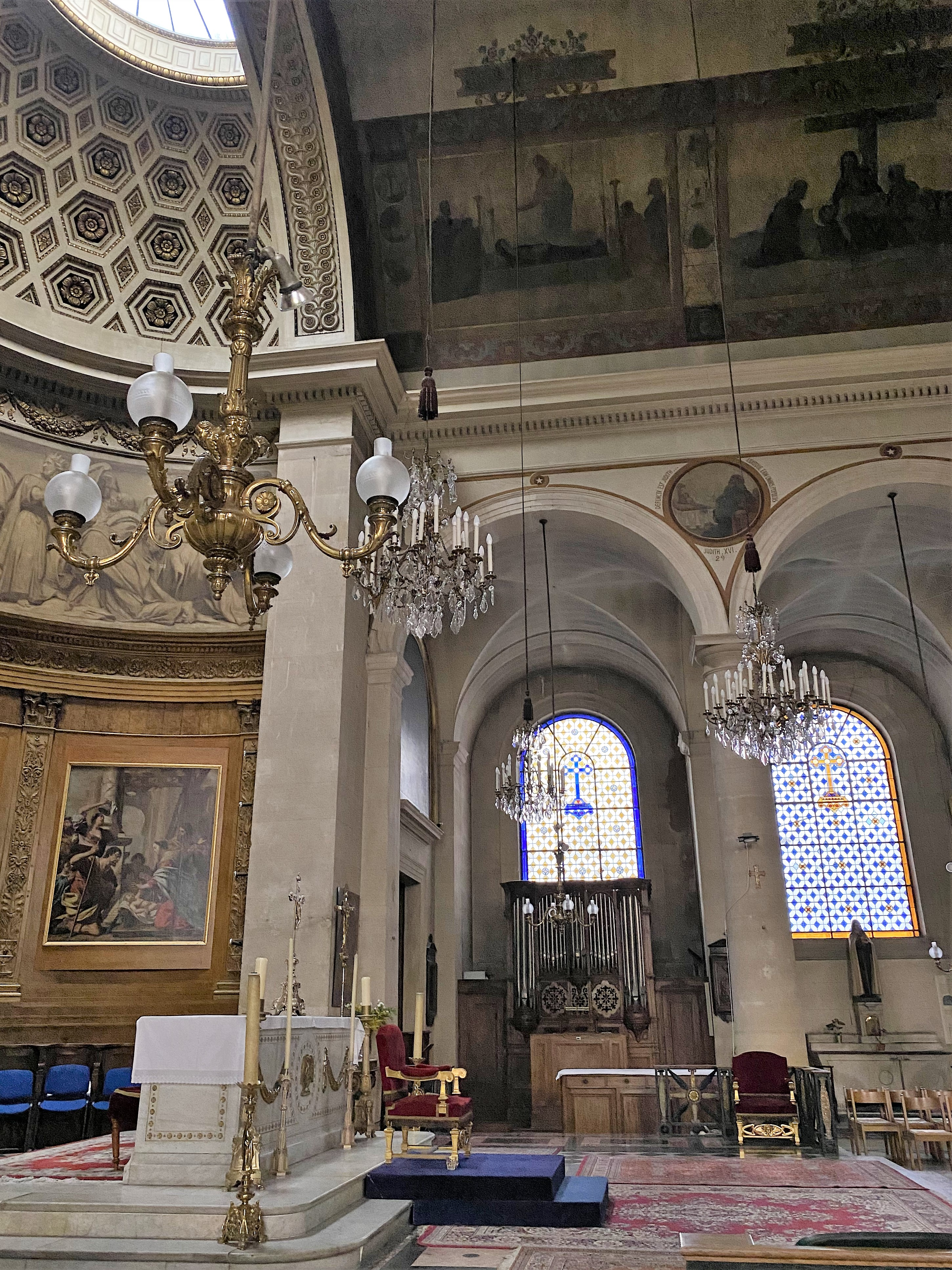
Apsis mit Deckenfenster, Orgel in der südlichsten rechten „Kapelle“

Die katholische Pfarrkirche Notre-Dame-de-Bonne-Nouvelle wurde zu Beginn des 19. Jahrhunderts von dem Architekten Étienne-Hippolyte Godde im Stil des Klassizismus an der Stelle von zwei Vorgängerkirchen errichtet. Sie steht in der Rue de la Lune Nr. 25 im 2. Arrondissement von Paris. Die nächsten Metrostationen sind Bonne Nouvelle und Strasbourg Saint-Denis der Linien 8 und 9. 1983 wurde die Kirche in die Liste der französischen Baudenkmäler als Monument historique aufgenommen.

## Geschichte
1551 wurde an der Stelle der heutigen Kirche eine Filialkirche der Pfarrei Saint-Laurent errichtet und zunächst den Schutzpatronen Ludwig dem Heiligen und der hl. Barbara (Sainte Barbe) geweiht. Später erhielt die Kirche das Patrozinium Notre-Dame-de-Bonne-Nouvelle (Unserer Lieben Frau der Frohen Botschaft). Nachdem diese Kirche während der Religionskriege zerstört worden war, baute man 1624 eine neue Kirche, für die Anna von Österreich den Grundstein legte. 1673 wurde Notre-Dame-de-Bonne-Nouvelle zur Pfarrkirche erhoben. Von dieser zweiten Kirche ist nur noch der Glockenturm erhalten. Die Kirche wurde zu Beginn des 19. Jahrhunderts abgerissen, da sie während der Französischen Revolution schwere Schäden erlitten hatte und baufällig geworden war.
Die heutige Kirche wurde zwischen 1823 und 1830 von Étienne-Hippolyte Godde (1781–1869) errichtet, dem Stadtbaumeister von Paris, der auch die Pläne für die Kirchen St-Denis-du-St-Sacrment (CC) im 3. Arrondissement und St-Pierre-du-Gros-Caillou (CC) im 7. Arrondissement entwarf. 1836 wurde die Chapelle de la Vierge (Kapelle der Jungfrau) angefügt. Für die Ausmalung der Kirche wurden berühmte Maler beauftragt wie Alexandre-Denis Abel de Pujol (1787–1861).

## Architektur

### Außenbau
Die Kirche weist in ihrer heutigen Form eine Nord-Süd-Ausrichtung auf, da man 19. Jahrhundert die Stadtgestaltung Vorrang vor der im Mittelalter angestrebten Ostung hatte.
Der Haupteingang im Norden mit dem Portikus liegt an der Rue de la Lune. Er ist nach Vorbildern aus der klassischen Antike gestaltet, als Peristyl mit zwei dorische Säulen und zwei Pilaster, darüber ein Triglyphenfries und eine Attika. Ein kleiner Park auf der gegenüberliegenden Straßenseite sorgt für eine ansprechende Umgebung.
Zur Rue Notre-Dame de Bonne Nouvelle im Westen hat die Kirche sieben hohe Rundbogenfenster, also eines mehr als der Kirchenraum. Südlich schließt der von der Vorgängerkirche des 17. Jahrhunderts übernommene Glockenturm an, bestehend aus einem hohen, heute türlosen Erdgeschoss, einem Mezzanin und dem Glockengeschoss mit vier hohen rundbogigen Schallöffnungen. Von den Straßen kaum zu sehen ist die Zwiebelkuppel mit Laterne.
An der Südseite der Kirche ist der Raum von der geraden Fassade zur Rue Bauregard bis zur Apsis mit Nebenräumen ausgefüllt.

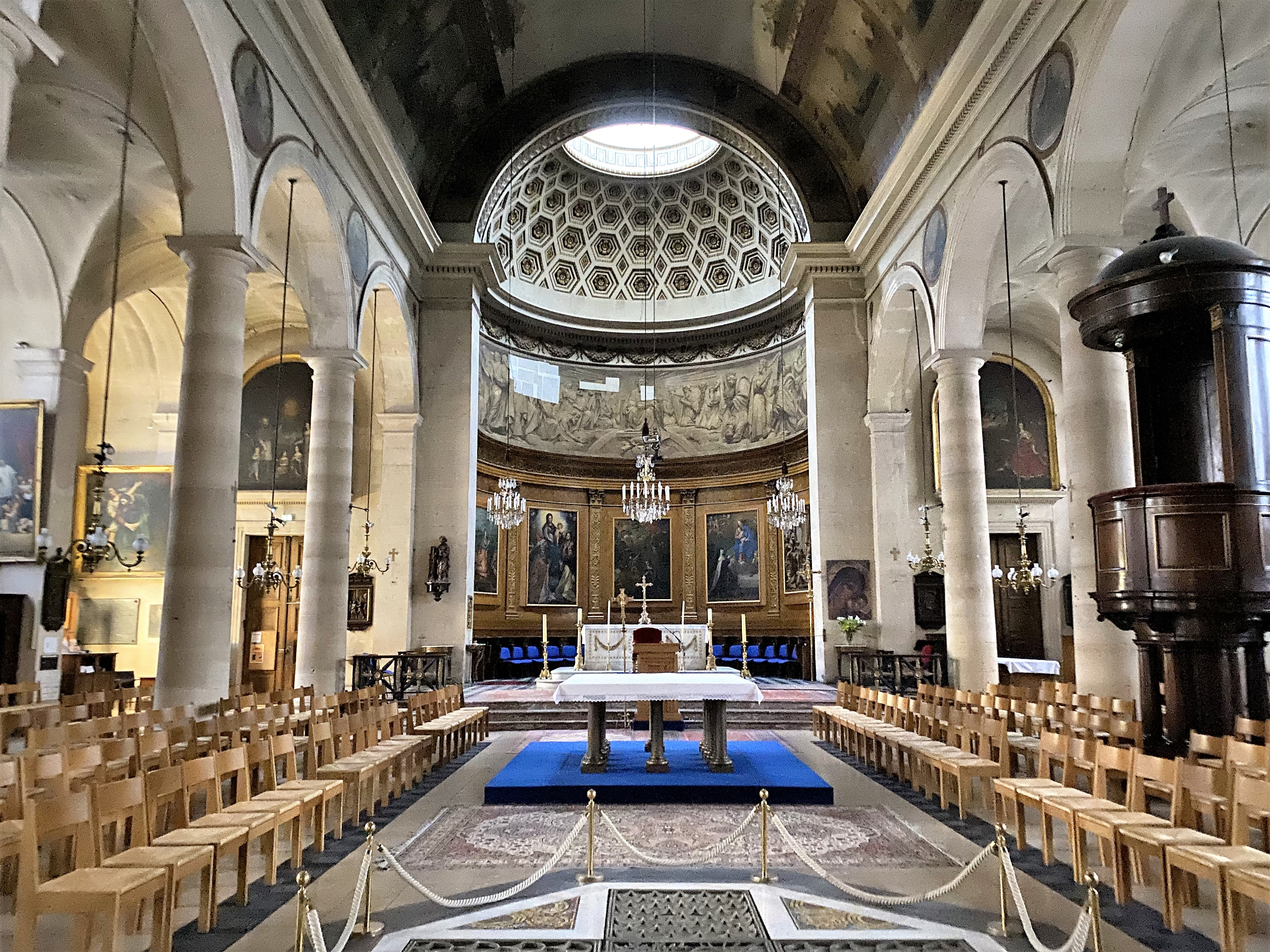
Langhaus südwärts zum Hauptaltar
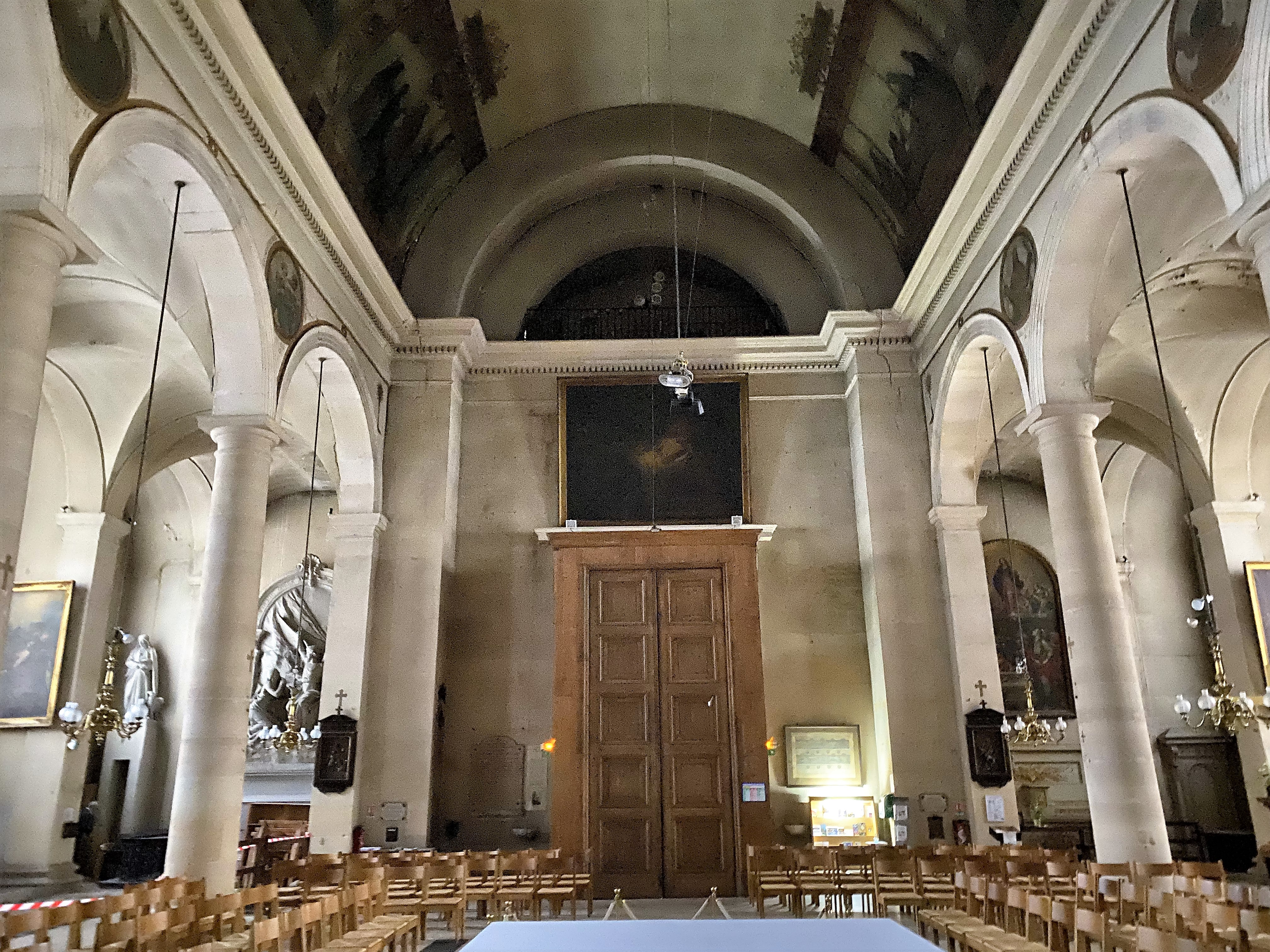
Langhaus nordwärts zum Hauptportal
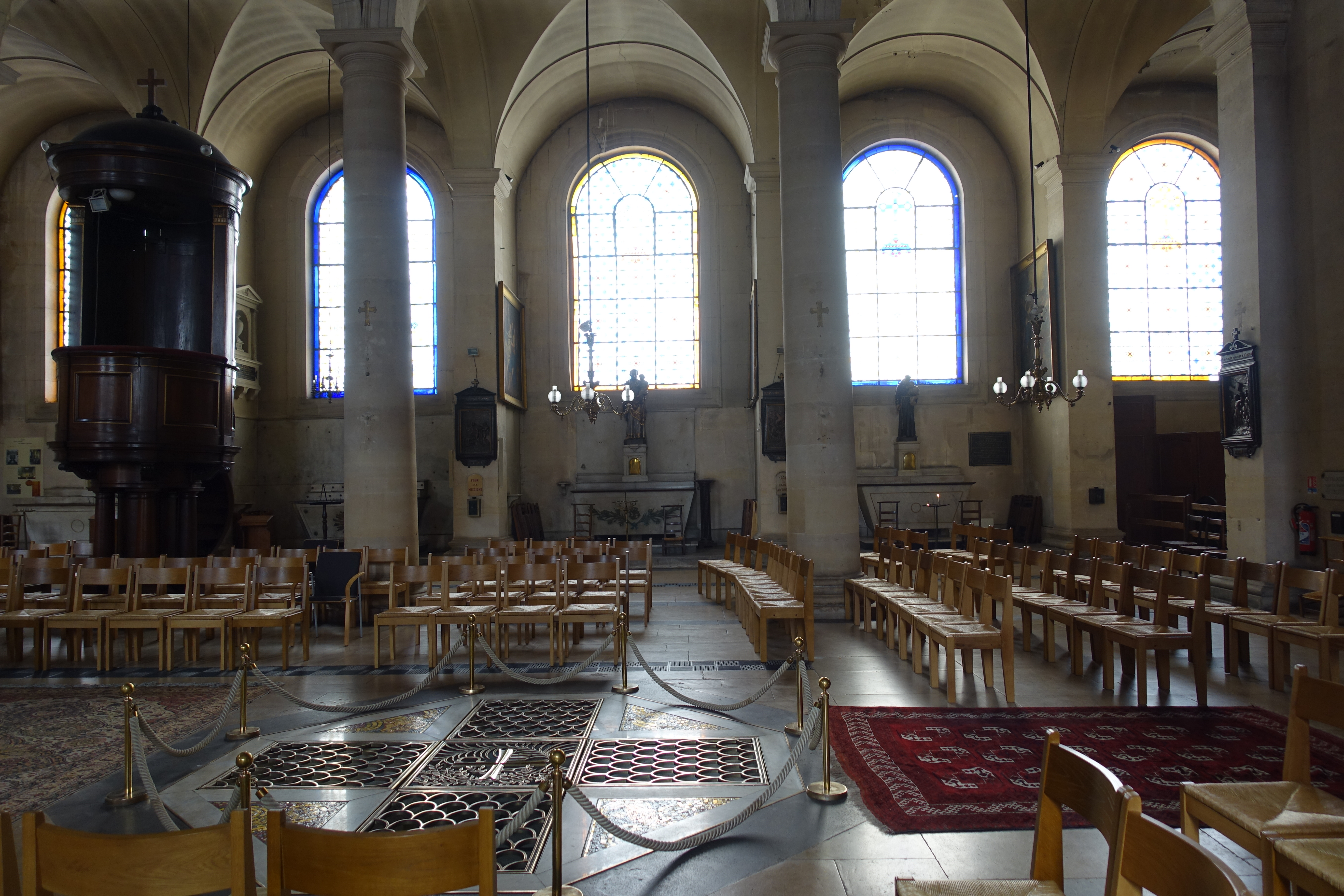
Westseitenschiff und die fünf kleinen Kapellen nördlich der Orgel-„Kapelle“

### Innenraum
Der Grundriss der Kirche ist von frühchristlichen Basiliken inspiriert, das sechs Joche lange dreischiffige Langhaus durch einen Triumphbogen vom Chor getrennt, der die Halbkreisform einer Apsis hat. Allerdings fehlen die Obergaden. Die Arkaden werden von Säulen ohne Kannelierung getragen, mit dorischen Kapitellen. Das Mittelschiff ist mit einem Tonnengewölbe gedeckt. Die Kreuzgratgewölbe der Seitenschiffe und die daran anschließenden Quertonnen der Seitenkapellen liegen unterhalb davon als separate Etage auf der Höhe der Rundbögen der Arkaden. Somit ist diese Kirche eine Pseudobasilika. Eine wichtige Lichtquelle ist das halbrunde Deckenfenster des Chors, umgeben von einer kassettierten Halbkuppel.
Die Orgel steht in der südlichsten „Kapelle“ am rechten Seitenschiff. Die Kanzel steht mitten im drittsüdlichsten Bogen der rechten, also westlichen Arkade.

#### Chapelle de la Vierge

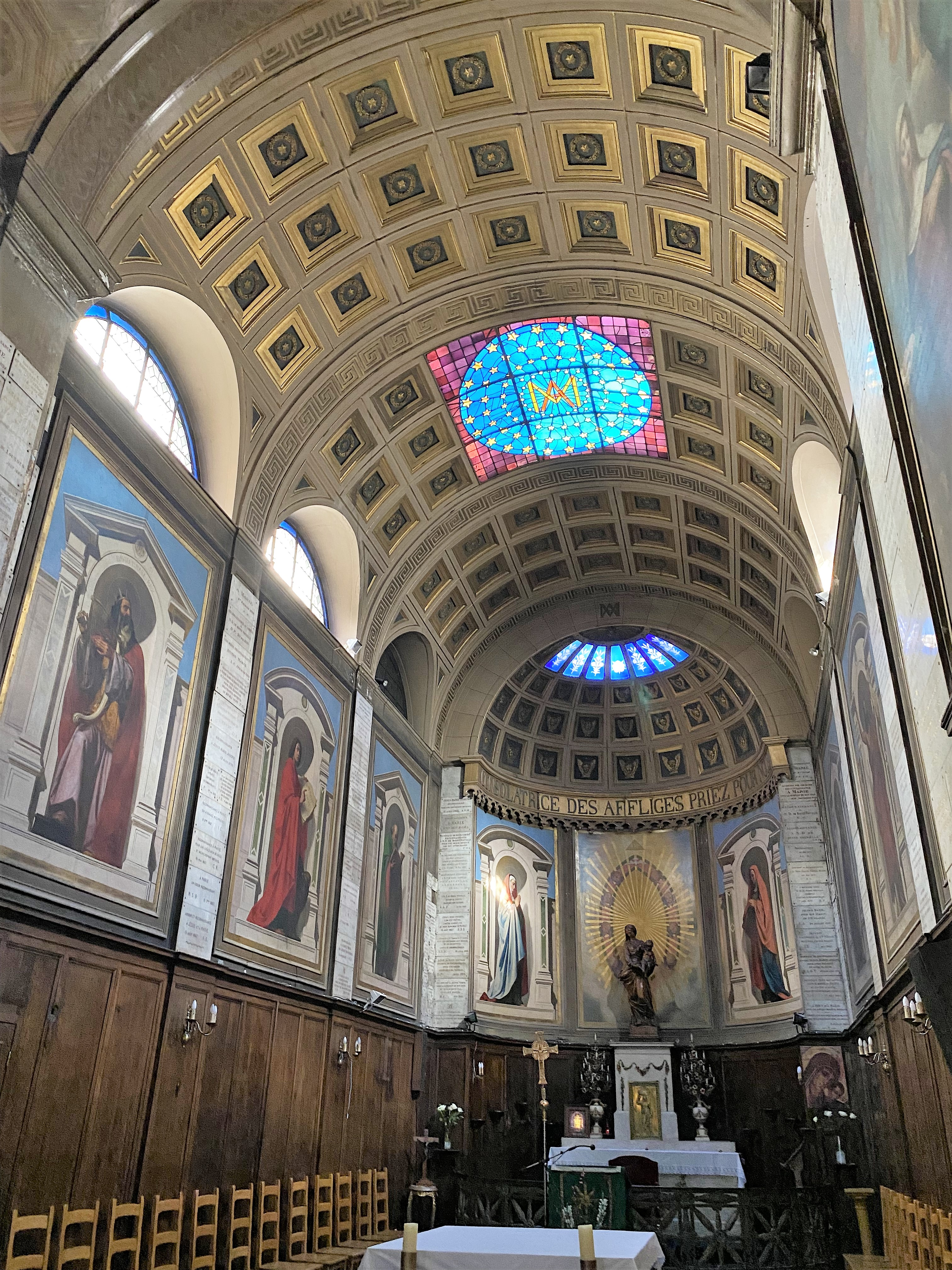
Chapelle de la Vierge

Vom linken Seitenschiff geht im dritten Joch vor dem Triumphbogen, also gegenüber der Kanzel, die Chapelle de la Vierge ab. Sie ist halb so lang, wie der Hauptraum der Kirche breit ist, und schließt mit einer eigenen Apsis. Sie ist mit einer kassettierten Stichkappentonne gedeckt. Die Stichkappen ermöglichen obergaden-ähnliche Fenster (die das Mittelschiff nicht hat, s. o.). Zusammen mit zwei runden Deckenfenstern geben sie gutes Licht zur Betrachtung der besonders prächtigen Ausmalung dieser Kapelle.

## Ausstattung
- Den Chor schmückt eine Grisaillemalerei von Abel de Pujol mit der Darstellung der Greise der Apokalypse, die Gottvater und das Lamm Gottes verehren. Darunter befinden sich in Holzrahmen Gemälde aus dem 16. und 17. Jahrhundert wie
- L'Annonciation (Die Verkündigung), von Giovanni Lanfranco (1582–1647),
- La Bienheureuse Isabelle de France (Die glückselige Isabella von Frankreich präsentiert der Jungfrau Maria das Modell der Abtei von Longchamp), von Philippe de Champaigne (1602–1674),
- La Vierge entourée de saints (Die Jungfrau von Heiligen umgeben), von Ludovico Cardi da Cigoli (1559–1613).
- Im rechten Seitenschiff befinden sich die Gemälde Anne d'Autriche et Henriette de France (Anna von Österreich und Henriette von Frankreich), das Pierre Mignard (1612–1695) zugeschrieben wird, und Sainte Geneviève distribuant du pain aux habitants de Paris assiégée (Die hl. Genoveva verteilt Brot an die Bewohner des belagerten Paris) von Jean-Victor Schnetz (1787–1870).
- Im linken Seitenschiff befinden sich die Gemälde L'Assomption (Mariä Himmelfahrt), Georges Lallemant (um 1575–1636) zugeschrieben, und Saint François de Sales, Henriette d'Angleterre et ses trois enfants (Franz von Sales, Henriette von Frankreich und ihre drei Kinder), Pierre Mignard zugeschrieben.
- Die Gemälde der Kapelle der Jungfrau stammen von Nicolas-Auguste Hesse (1795–1869) und stellen Szenen aus dem Leben Mariens (Verkündigung und Heimsuchung) sowie ihre Eltern Anna und Joachim dar.
- Die Holzskulptur der Madonna mit Kind stammt aus dem 18. Jahrhundert.
- Die Skulptur des hl. Hieronymus aus Alabaster wird in das frühe 17. Jahrhundert datiert.

## Orgel

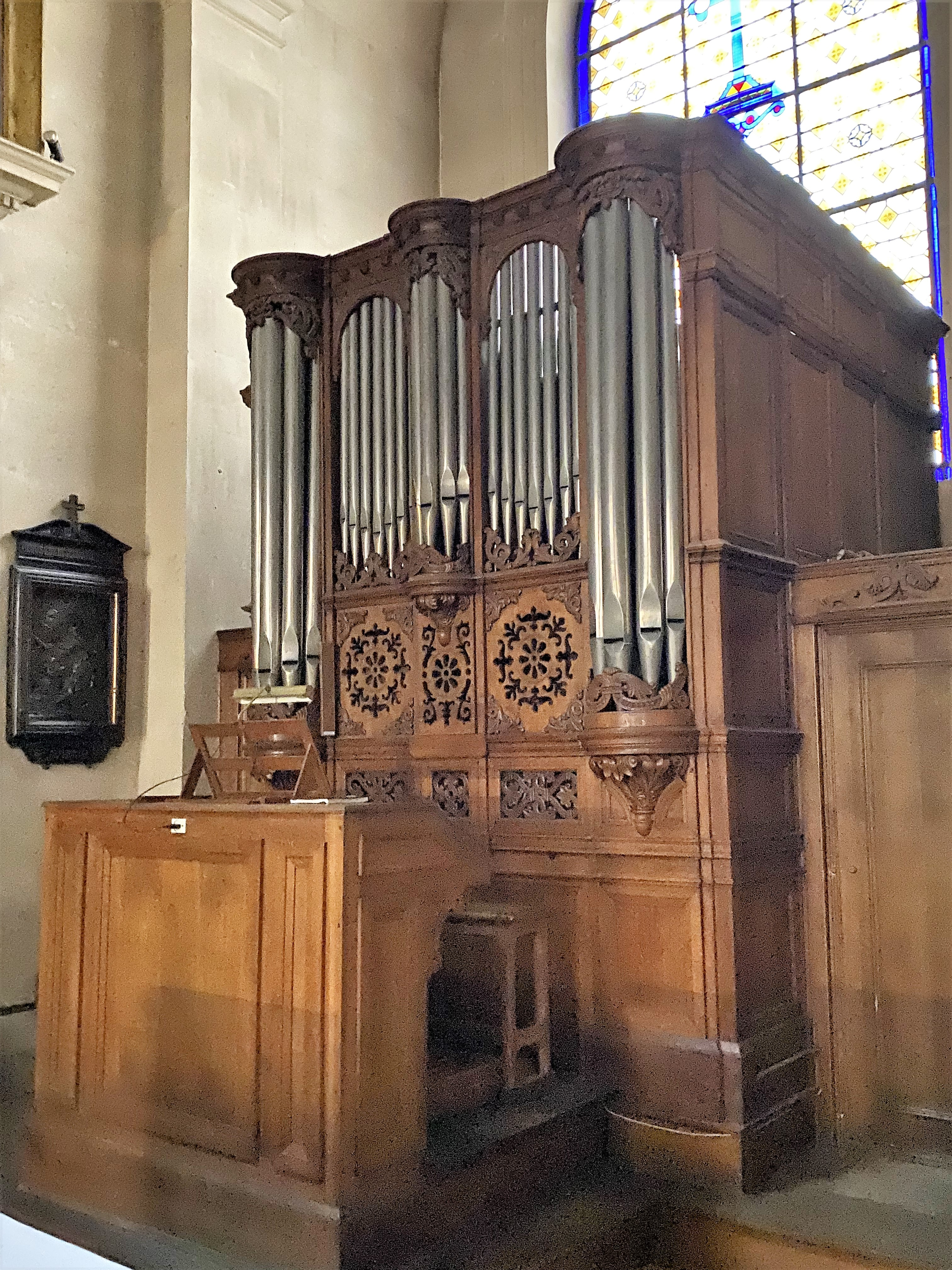
Orgel

Die Orgel ist ein Werk des Orgelbauers John Albert Abbey. Sie wurde Ende des 19. Jahrhunderts eingebaut und 1950 von Joseph Gutschenritter (1950) und Jean-Marc Cicchero (1988) restauriert. Das Instrument hat 19 Register auf zwei Manualen und Pedal. Die Spiel- und Registertrakturen sind mechanisch, die Trakturen des Pedals pneumatisch.
| I Grand Orgue C–g3 |                  |     |
| 1.                 | Bourdon          | 16′ |
| 2.                 | Montre           | 08′ |
| 3.                 | Flûte harmonique | 08′ |
| 4.                 | Bourdon          | 08′ |
| 5.                 | Prestant         | 04′ |
| 6.                 | Plein-jeu III    |     |
| 7.                 | Cromorne         | 08′ |

| II Récit expressif C–g3 |                 |        |
| 8.                      | Bourdon         | 8′     |
| 9.                      | Salicional      | 8′     |
| 10.                     | Voix céleste    | 8′     |
| 11.                     | Flûte           | 4′     |
| 12.                     | Nasard          | 2 ⁄3′  |
| 13.                     | Doublette       | 2′     |
| 14.                     | Tierce          | 1 3⁄5′ |
| 15.                     | Trompette       | 8′     |
| 16.                     | Basson-hautbois | 8′     |
| 17.                     | Clairon         | 4′     |
|                         | Tremblant       |        |

| Pédale C–f1 |          |     |
| 18.         | Soubasse | 16′ |
| 19.         | Bourdon  | 08′ |

- Koppeln: II/I, I/P, II/P